# Фрейзер, Нельсон
Не́льсон Ли Фре́йзер-младший (англ. Nelson Lee Frazier Jr.; 14 февраля 1971 — 18 февраля 2014) — американский рестлер, наиболее известный по выступлениям в World Wrestling Federation/World Wrestling Entertainment (WWF/WWE) в 1990-х и 2000-х годах под именами Мэйбл, Король Мэйбл, Висцера и Биг Дэдди Ви. Бывший чемпион командный чемпион WWF и хардкорный чемпион WWF, он выиграл турнир «Король ринга» в 1995 году и, соответственно, претендовал на титул чемпиона WWF в главном событии SummerSlam того года.

## Смерть
Нельсон Фрейзер-младший умер 18 февраля 2014 года в возрасте 43 года от сердечного приступа. Он был кремирован, и его вдова разделила его прах на 500 кулонов в качестве подарков для близких.

## Титулы и достижения
- All Japan Pro Wrestling
  - Всеазиатский командный чемпион (1 раз) — с Тару[3]
- Great Championship Wrestling
  - Чемпион GCW в тяжёлом весе (1 раз)
- Memphis Wrestling
  - Южный чемпион Memphis Wrestling в тяжелом весе (1 раз)[4]
- Music City Wrestling
  - Чемпионат Северной Америки MCW в тяжелом весе (1 раз)[5]
- New England Pro Wrestling Hall of Fame
  - С 2013 года[6]
- Ozarks Mountain Wrestling
  - Чемпионат Северной Америки OMW в тяжелом весе (1 раз)[7]
- Pro Wrestling Federation
  - Коммандный чемпион PWF (2 раза)[8] — вместе с Бобби Найтом
- Pro Wrestling Illustrated
  - № 49 в топ 500 рестлеров в рейтинге PWI 500 в 1995[9]
- United States Wrestling Association
  - Чемпион USWA в тяжёлом весе (1 раз)[4]
- World Wrestling Council
  - Универсальный чемпион WWC в тяжелом весе (1 раз)[10]
- World Wrestling Federation
  - Хардкорный чемпион WWF (1 раз)[11]
  - Командный чемпион WWF (1 раз)[12] — с Мо
  - Король ринга (1995)[13]
- Wrestling Observer Newsletter
  - Худшая вражда года (2007) против Кейна
  - Худшая команда (1999) с Мидеоном
  - Худший матч года (1993) с Мо и «Бушвакерами» против «Хедшринкеров», Бастиона Бугера и Бам Бама Бигелоу на Survivor Series
- Xcitement Wrestling Federation
  - Чемпион XWF в тяжёлом весе (1 раз)[14]